# آذري الطوسي
آذري الطوسي (784 - 866 هـ) هو شاعر ومتصوف، من أهل اسفراين.

## ترجمته
هو جمال الدين، وقيل فخر الدين، وقيل نور الدين حمزة بن علي، وقيل عبد الملك بن مالك الهاشمي البيهقي الاسفرايني الطوسي، المشتهر في شعره بآذري، وقيل في اسمه: نور الدين محمد بن عبد الملك.
ولد في اسفراين سنة 784 هـ، وعاصر السلطان شاه رخ التيموري، وقيل الغ بيگ التيموري، ومدحه وأصبح ملك شعراء بلاطه. ثم دخل في التصوف وتبع محيي الدين الغزالي الطوسي ومن ثم الشاه نعمة الله ولي وسافرا معا إلى الحج ومن ثم إلى الهند، غير ان الطوسي رجع إلى اسفراين بعدها وبها توفي سنة 866 هـ، وقيل سنة 864 هـ.

## آثاره
من آثاره: «جواهر الأسرار» و«طغرى همايون» و«مفاتيح الأسرار» و«غرايب الدنيا» المعروفة أيضا بـ «عجايب الغرايب»، وله عدة مثنويات منها: «ثمرات» و«امامية» و«بهمن نامه».